# Константинидис, Арис
Арис Константинидис (греч. Άρης Κωνσταντινίδης, 1913, Афины — 1993, Афины) — греческий архитектор-модернист.

## Биографические сведения
Арис Константинидис родился в Афинах в 1913 году в семье Димитриса Константинидиса, сотрудника Национального банка, и Марики Адрианидис. Дед - велосипедист Аристидис Константинидис.
Изучал архитектуру в Мюнхенском техническом университете в 1931—1936 годы у Адольфа Абеля, где тесно контактировал с архитектурными концепциями современного движения.
Он вернулся в Грецию в 1936 году и работал на Департамент градостроительства города Афины и для Министерства общественных работ. Он был назначен председателем рабочей жилищной организации, которую возглавлял на протяжении двадцати лет подряд с 1955 по 1975 год. Параллельно возглавлял техническую службу Греческой национальной туристической организации с 1957 по 1967 год, где он занимался планированием и руководил строительством массовой серии домов для рабочих, а также занимался общенациональной программой строительства гостиниц «Ксения». В то же время Константинидис создал и реализовал несколько частных проектов.

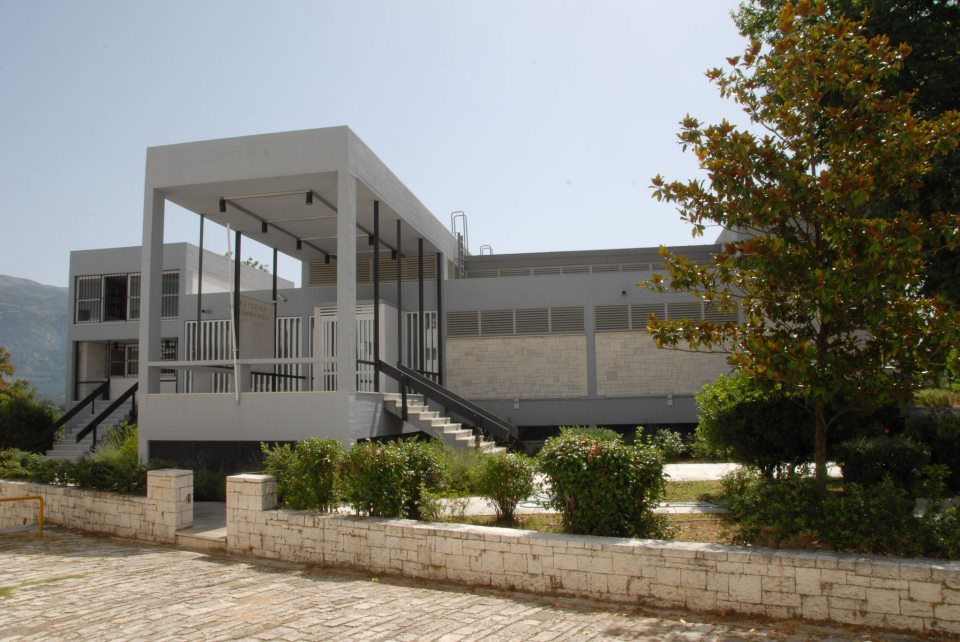
Археологический музей Янины с 1965 года (вид 2012 года)

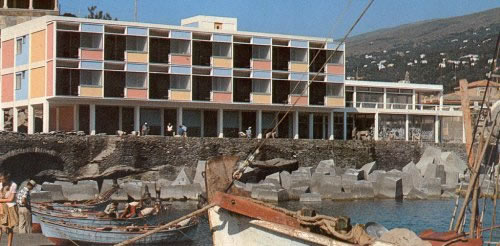
Отель Triton на острове Андрос, 1958 год

### Научная деятельность
Также Арис Константинидис занимался изучением «анонимной» народной греческой архитектуры, опубликовал три монографии на основе исследований, в которых рассмотрел конкретные примеры такой архитектуры. В 1975 году опубликовал обобщающую работу, посвященную анонимной архитектуре Греции под названием «Элементы самопознания — путь истинной архитектуре». В своей последней книге, озаглавленной «Μελέτες + Κατασκευές» («Исследование + строительство») архитектор еще раз подчеркнул своё убеждение, что анонимная архитектура, а также ландшафт самой Греции, представляет собой тот фундамент, на котором современные архитектурные практики могут и должны сосредоточить основное внимание.
Арис Константинидис преподавал в Федеральной высшей технической школе Цюриха как приглашенный профессор. В 1978 получил почетную докторскую степень в Университете Аристотеля в Салониках. Удостоен членства в Мюнхенской академии искусств.

### Брак и дети
В 1951 году женился на известном греческом скульпторе Наталии Мела. У них было двое детей: 
- Димитрис Константинидис, также архитектор,
- Александра Цукала, светодизайнер.